# Iliá Sibírtsev
Iliá Sibírtsev –en ruso, Илья Сибирцев– (Barnaúl, Rusia; 28 de abril de 2001) es un deportista ruso que compite en natación, especialista en el estilo libre. Ganó dos medallas en el Campeonato Mundial Junior de Natación de 2019, plata en 800 m libre y bronce en 1500 m libre. Obtuvo además la medalla de oro en los 800 m libre y medalla de plata en 1500 m libre durante el Campeonato Europeo de Natación Juvenil de 2019 realizado en el Palacio de Deportes Acuáticos de Kazán, Rusia. El año anterior ganó la medalla de plata en el evento de 400 m libres del mismo campeonato Europeo Juvenil de Natación llevado a cabo en Helsinki, Finlandia. Sibírtsev es estudiante y atleta de la Universidad de Louisville en Kentucky, Estados Unidos. En los Campeonatos de la National Collegiate Athletic Association de 2022, terminó en el puesto 21 en la milla con un tiempo de 14:58.29 y también nadó los 500 m estilo libre con un tiempo de 4:23.48 minutos.